# Limacodidae
Limacodidae hay Euclidae là một họ bướm đêm thuộc liên họ Zygaenoidea hay Cossoidea; việc xếp đặt còn tranh cãi.
Chúng sống chủ yếu ở vùng nhiệt đới, nhưng có thể tìm thấy trên toàn cầu, với khoảng 1000 loài đã được miêu tả và có thể còn nhiều loài chưa được miêu tả.

## Quan trọng về sinh thái
Limacodidae (như Latoia viridissima, Parasa lepida, Penthocrates meyrick, Aarodia nana) gây hại nghiêm trọng, làm rụng lá cây họ cau dừa.

## Các loài tiêu biểu
- Phobetron pithecium
- Lithacodes fasciola
- Euclea delphinii
- Isa textula
- Prolimacoides badia
- Latoia viridissima
- Sibine stimulea